# Сент-Люс
Сент-Люс (фр. Sainte-Luce) — коммуна во Франции, находится в регионе Рона — Альпы. Департамент коммуны — Изер. Входит в состав кантона Матезин-Триев. Округ коммуны — Гренобль.
Код INSEE коммуны — 38414. Население коммуны на 1999 год составляло 22 человека. Населённый пункт находится на высоте от 667 до 1877 метров над уровнем моря. Муниципалитет расположен на расстоянии около 530 км юго-восточнее Парижа, 135 км юго-восточнее Лиона, 45 км южнее Гренобля. Мэр коммуны — Maryline MARTIN, мандат действует на протяжении 2008—2014 гг.
Динамика населения (INSEE):